# Memoriał Huberta Jerzego Wagnera 2019
Memoriał Huberta Jerzego Wagnera 2019 – 17. edycja turnieju siatkarskiego, która odbyła się w dniach 1–3 sierpnia 2019 roku.

## Uczestnicy
- Polska
- Finlandia
- Serbia
- Brazylia

## Tabela
| Lp. | Drużyna   | Pkt | Mecze | Mecze   | Mecze   | Sety | Sety | Sety  | Małe punkty | Małe punkty | Małe punkty |
| Lp. | Drużyna   | Pkt | M     | W (3:2) | P (2:3) | wyg. | prz. | ratio | zdob.       | str.        | ratio       |
| --- | --------- | --- | ----- | ------- | ------- | ---- | ---- | ----- | ----------- | ----------- | ----------- |
| 1   | Brazylia  | 9   | 3     | 3 (0)   | 0 (0)   | 9    | 1    | 9.000 | 250         | 193         | 1.295       |
| 2   | Polska    | 6   | 3     | 2 (0)   | 1 (0)   | 7    | 4    | 1.750 | 266         | 241         | 1.104       |
| 3   | Serbia    | 3   | 3     | 1 (0)   | 2 (0)   | 4    | 7    | 0.571 | 242         | 264         | 0.917       |
| 4   | Finlandia | 0   | 3     | 0 (0)   | 3 (0)   | 1    | 9    | 0.111 | 189         | 249         | 0.759       |

Źródło: fundacjawagnera.pl
Punktacja: 3:0 i 3:1 – 3 pkt; 3:2 – 2 pkt; 2:3 – 1 pkt; 1:3 i 0:3 – 0 pkt
Zasady ustalania kolejności: 1. liczba punktów; 2. liczba zwycięstw; 3. stosunek setów; 4. stosunek małych punktów; 5. bilans w bezpośrednich meczach

## Wyniki
| Data  | Godz. | Drużyna 1 | Wynik | Drużyna 2 | 1     | 2     | 3     | 4     | 5 | Widzów | * |
| ----- | ----- | --------- | ----- | --------- | ----- | ----- | ----- | ----- | - | ------ | - |
| 01.08 | 17:00 | Polska    | 3:1   | Serbia    | 25:22 | 25:18 | 22:25 | 25:22 |   | 15000  |   |
| 01.08 | 20:15 | Brazylia  | 3:0   | Finlandia | 25:15 | 25:12 | 25:16 |       |   |        |   |
| 02.08 | 17:30 | Polska    | 1:3   | Brazylia  | 20:25 | 25:21 | 27:29 | 22:25 |   | 15000  |   |
| 02.08 | 20:30 | Finlandia | 1:3   | Serbia    | 25:21 | 20:25 | 21:25 | 26:28 |   |        |   |
| 03.08 | 12:00 | Serbia    | 0:3   | Brazylia  | 22:25 | 20:25 | 14:25 |       |   |        |   |
| 03.08 | 15:00 | Polska    | 3:0   | Finlandia | 25:19 | 25:16 | 25:19 |       |   |        |   |

## Nagrody indywidualne
| Najlepszy zawodnik (MVP) | Najlepszy atakujący | Najlepszy blokujący | Najlepszy rozgrywający | Najlepszy przyjmujący | Najlepszy zagrywający | Najlepszy libero |
| ------------------------ | ------------------- | ------------------- | ---------------------- | --------------------- | --------------------- | ---------------- |
| Joandry Leal             | Dawid Konarski      | Karol Kłos          | Fabian Drzyzga         | Maurício Borges Silva | Wallace de Souza      | Lauri Kerminen   |